# Sainte-Blandine (Isère)
Sainte-Blandine is een gemeente in het Franse departement Isère (regio Auvergne-Rhône-Alpes). De plaats maakt deel uit van het arrondissement La Tour-du-Pin. Sainte-Blandine telde op 1 januari 2022 1.020 inwoners. 

## Geografie
De oppervlakte van Sainte-Blandine bedroeg op 1 januari 2022 9,21 vierkante kilometer; de bevolkingsdichtheid was toen 110,7 inwoners per km².

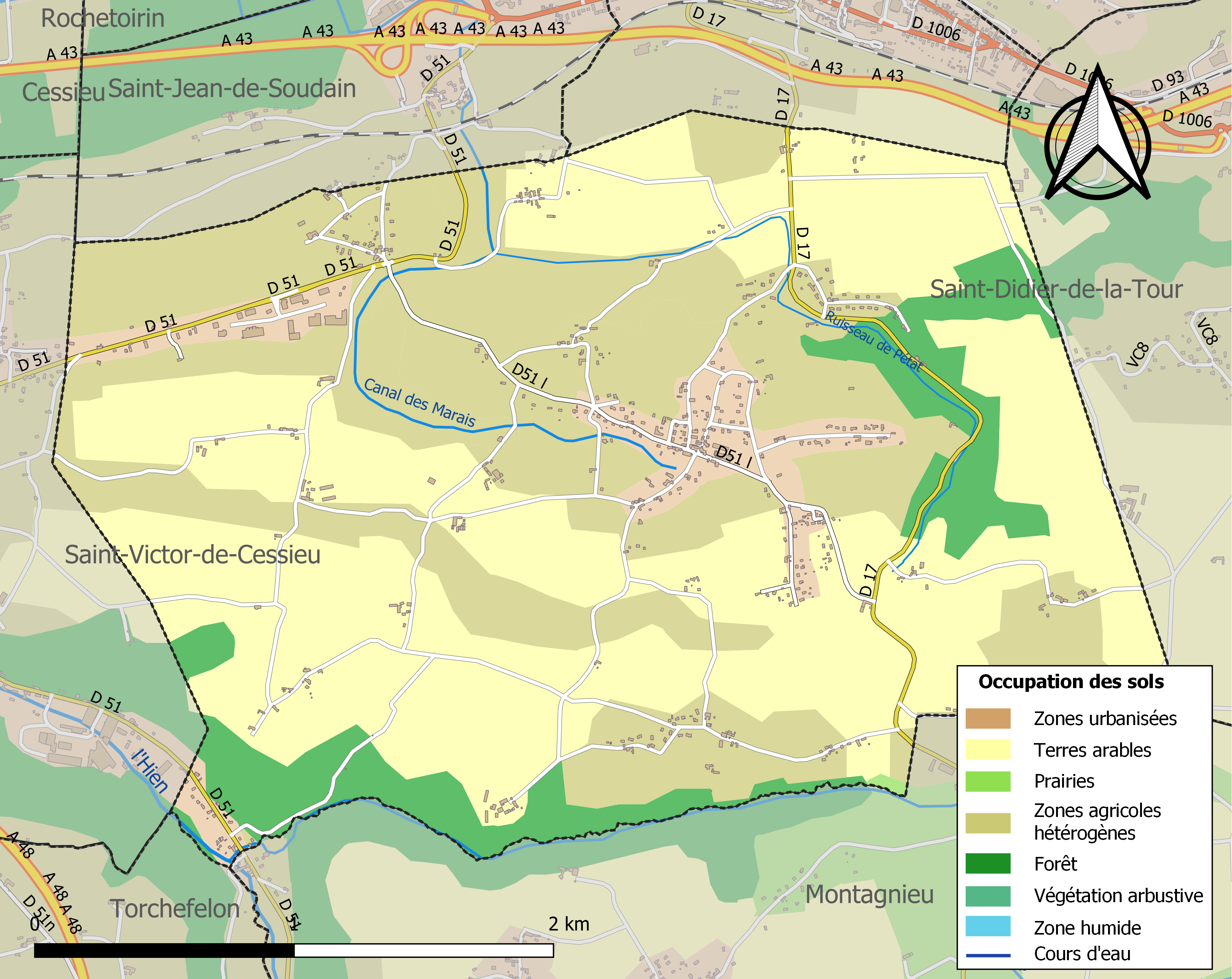
Kaart van de gemeente met de belangrijkste infrastructuur, bodemgebruik en omliggende gemeenten

## Demografie
Onderstaande figuur toont het verloop van het inwonertal (bron: INSEE-tellingen).